# Podocarpus nakaii
Podocarpus nakaii là một loài thực vật hạt trần trong họ Thông tre. Loài này được Hayata miêu tả khoa học đầu tiên năm 1916.